# توماس دوهيرتي
توماس أنتوني دوهيرتي (بالإنجليزية: Thomas Anthony Doherty)‏ هو ممثل ومغني اسكتلندي ولد في يوم 21 أبريل 1995 في مدينة أدنبرة. بدأ بالتمثيل في سنة 2013 ومثل في مسلسل ذا لودج وديسيندانتس 2.